# Club Escacs Tarragona
El Club Escacs Tarragona és una entitat esportiva de Tarragona. Fundat el 29 d'octubre de 1929, fou impulsat per Claudi Borràs i fou el primer president del club.
Durant els primers anys fou presidit per Josep Català, que juntament amb Agustí Pujol destacà pel seu joc. Els anys de la dècada 1930 presidí el club Josep Català i Rufà. El 1934 se n'escindí el Club d'Escacs Tarraco i paral·lelament es fundà la Secció d'Escacs de l'Ateneu de Tarragona, entitats que desaparegueren durant la Guerra Civil. Fou refundat el 19 de juliol de l'any 1947 amb l'impuls de Josep Argemí, Josep Maria Recasens i Joan Ayxendri.
Organitzà cinc edicions del Torneig Internacional d'Escacs de Tarragona (1951, 1952, 1954, 1957, 1960). El 1954 també organitzà el Campionat d'Espanya. El 2005 rebé la visita d'Anatoli Kàrpov, que es repetí l'any 2011. Alguns dels seus jugadors més destacats foren Jordi Moreno, Juli Baixauli, Albert González o Manuel Martínez. El 2010 tenia uns 140 socis.
Competí a primera divisió catalana les temporades 1965-75 i 1982-87, i posteriorment retornà a divisió d'honor catalana l'any 2005. D'altra banda, guanyà cinc Campionats d'Espanya per correspondència i al final dels anys noranta començà a organitzar el Torneig Obert Internacional de Tarragona.